# Ritratto di Leonello d'Este
Il Ritratto di Lionello d'Este è un'opera, tempera su tavola (28 cm×19 cm), di Pisanello, dipinta attorno al 1441 e attualmente conservata all'Accademia Carrara di Bergamo.

## Storia
Nei decenni centrali del Quattrocento la corte estense di Ferrara era una delle più artisticamente aperte ed eclettiche d'Italia: accanto ai pittori tardogotici, come Pisanello e Jacopo Bellini, Leonello d'Este accoglieva artisti fiamminghi, dei quali era un fervido collezionista, e autori più moderni di stampo rinascimentale, come Leon Battista Alberti, Piero della Francesca e Andrea Mantegna.
Pisanello all'epoca era uno degli artisti più affermati d'Italia, sebbene il suo stile fosse inamovibilmente legato al gotico internazionale, senza aperture verso le novità toscane. Il ritratto pare che fosse all'origine di una contesa artistica tra Jacopo Bellini e Pisanello, svolta nella prima metà del 1441 e voluta da Niccolò III d'Este, per cui suo figlio Leonello si offrì di posare. Secondo la testimonianza del poeta Ulisse degli Aleotti ne uscì vincitore Bellini, ma Pisanello non per questo ebbe scarsa fortuna alla corte di Ferrara: Leonello gli fece realizzare ben sei medaglie celebrative.
Nel 1841 il dipinto è ricordato nella quadreria Constabili di Ferrara, come l'unico dei tanti ritratti di Pisanello che si sia "conservato a' dì nostri". Ciò avvalorerebbe l'ipotesi secondo cui l'artista era solito fare un ritratto su tavola prima di fare una medaglia, essendo ben strette le relazioni tra questa effigie e quelle sui bronzi celebrativi.

## Descrizione e stile
Il marchese Lionello è raffigurato di profilo e ha un impianto araldico ripreso dall'ideologia classica e ripreso dalle medaglie (Pisanello gliene fece ben cinque), con un'acuta individuazione fisionomica, che però è dotata anche di una certa idealizzazione. Tipica è la cura estrema dei dettagli, dagli arabeschi della stoffa preziosa del vestito, allo sfondo composto da varie specie vegetali, che l'artista era solito studiare dal vero. Il quadro splende di luce propria e ha dimensioni piccole, caratteristiche riprese dalla Pittura fiamminga.